# L’Huisserie
L’Huisserie település Franciaországban, Mayenne megyében. Lakosainak száma 4554 fő (2022. január 1.). L’Huisserie Laval, Entrammes, Montigné-le-Brillant és Nuillé-sur-Vicoin községekkel határos.

## Népesség
A település népességének változása:
| Lakosok száma | 812  | 2290 | 2863 | 3862 | 4197 | 4182 | 4244 | 4326 | 4415 | 4554 |
|               | 1968 | 1982 | 1990 | 2006 | 2013 | 2015 | 2017 | 2019 | 2020 | 2022 |